# 圆果三角叶薯蓣
圆果三角叶薯蓣（学名：Dioscorea deltoidea var. orbiculata）为薯蓣科薯蓣属下的一个变种。

## 扩展阅读
- 維基物種上的相關：圆果三角叶薯蓣